# Kodeks Proroków z Kairu
Kodeks Proroków z Kairu (Codex Cairensis, Codex Prophetarum Cairensis) – najstarszy istniejący rękopis z kompletnym tekstem drugiej części Biblii Hebrajskiej – Proroków (Newi'im). Zawiera on tekst masorecki, w wydaniach krytycznych oznaczany jest zwykle literą C.

## Historia
Zgodnie ze spisanym w pierwszej osobie kolofonem dołączonym do kodeksu, tekst został spisany wraz z interpunkcją dla Jabesza, syna Shlomo Babilończyka, przez Mojżesza ben Aszera z Tyberiady. Trwało to 25 lat i zostało ukończone "pod koniec roku 827 od zniszczenia Drugiej Świątyni", czyli w roku 895/6 n.e. Kodeks został następnie przekazany karaimskiej wspólnocie z Jerozolimy, zaś po zdobyciu Jerozolimy podczas pierwszej krucjaty w roku 1099, wraz z innymi świętymi dziełami był przetrzymywany (podobnie jak ocalali Żydzi) przez krzyżowców dla uzyskania okupu. Król jerozolimski Baldwin oddał go karaimskiej wspólnocie w Kairze. Jest to ostatnia pewna lokalizacja kodeksu, obecnie nie ma pewności, gdzie znajduje się księga, choć najprawdopodobniej jest on w posiadaniu Uniwersytetu Hebrajskiego.

## Zawartość

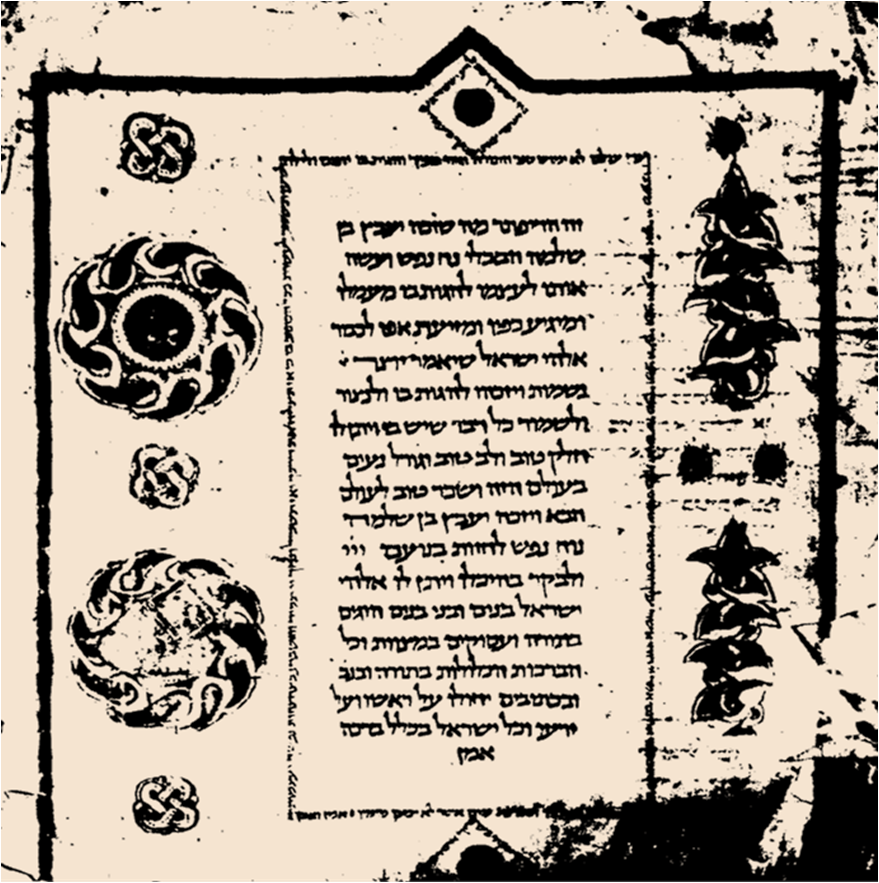
Jedna ze zdobionych stron kolofonu

Kodeks składa się z 588 stron o wymiarach ok. 20 na 20 cm. Zawiera on zbiór Proroków (Newi'im), to jest Proroków Starszych: Księgę Jozuego (s. 1–37), Księgę Sędziów (s. 37–74), dwie Księgi Samuela (s. 74–168) i dwie Księgi Królewskie (s. 168–272) i Proroków Młodszych: Księgę Izajasza (s. 272–342), Księgę Jeremiasza (s. 343–433), Księgę Ezechiela (s. 433–510) oraz zbiór 12 proroków mniejszych (s. 510–570).
Tekst Proroków jest zaopatrzony w samogłoski, znaki akcentowe oraz wielką i małą masorę. Spisany jest pismem kwadratowym, w trzech kolumnach (z wyjątkiem fragmentów poetyckich), z których każda zawiera 23 linie i zajmuje 570 stron tekstu biblijnego, dalsze 5 stron to kolofon (s. 571–575). Niektóre strony są zdobione motywami geometrycznymi, zaś dziesięć stron na początku i trzy na końcu zawiera tylko zdobienia (nie są dostępne w facsimile).

## Badania naukowe
Lazar Lipschütz i inni badacze stwierdzają, że tekst jest znacznie bliższy masoreckiej tradycji ben Neftalego, niż ben Aszera. Pochodzące z XI wieku zestawienie prawie 900 różnic między tymi tradycjami pozwala stwierdzić 67% zgodność Kodeksu Kairskiego z tradycją ben Neftalego. Niektórzy (np. Moshe H. Goshen-Gottstein) argumentują, że wynika to z faktu, że ben Neftali przejął system Mojżesza ben Aszera dokładniej niż jego syn Aaron. Kolejne wątpliwości rodzą wyniki datowania metodą radiowęglową, która wskazuje na wiek XI jako czas powstania kodeksu. Wskutek tych wątpliwości obecnie coraz częściej przyjmuje się, że kodeks został spisany w XI wieku przez nieznanego skrybę, który skopiował do niego także wcześniejszy kolofon, sporządzony przez Mojżesza ben Aszera.

### Wydania tekstu
- Lowinger D. S. (red.): Codex Cairo of the Bible. Jerusalem: Makor Publishing Ltd., 1971. [dostęp 2012-07-08]. Brak numerów stron w książce
- Castro Federico Pérez: El códice de profetas de el Cairo. Madrid: CSIC, 1979–1992, seria: Textos y estudios "Cardenal Cisneros". 20, 26, 30–31, 36–37, 44, 51. Brak numerów stron w książce
- La masora parva del códice de profetas de El Cairo: casos lêt. Madrid: Instituto de Filología del CSIC, 1995, seria: Textos y estudios "Cardenal Cisneros". 59. ISBN 84-00-07543-9. Brak numerów stron w książce

### Opracowania
- Zel Lurie: The Double Mystery of the Cairo Codex. "Jewish Journal" 5/2/12.
- Zel Lurie: Mysteries of the Cairo codex: Part II.
- Giuliano Tamani: La tradizione della bibbia ebraica nel primo millennio. W: City and Book, Florence, 2001, Part 1 [dostęp 2012-07-08].